# Aleksej Zjigalkovitsj
Aleksej Zjigalkovitsj (Wit-Russisch: Аляксей Аляксандравіч Жыгалковіч) (Minsk, 18 april 1996) is een Wit-Russisch zanger en winnaar van het Junior Eurovisiesongfestival 2007. Hij zong voor Wit-Rusland.
Op 8 december 2007 won Zjigalkovitsj met zijn lied С друзьями (Met vrienden), een lied over vriendschap, het vijfde Junior Eurovisiesongfestival, dat dat jaar in Ahoy Rotterdam werd gehouden. Hij won met 137 punten, slechts één punt meer dan Armenië.

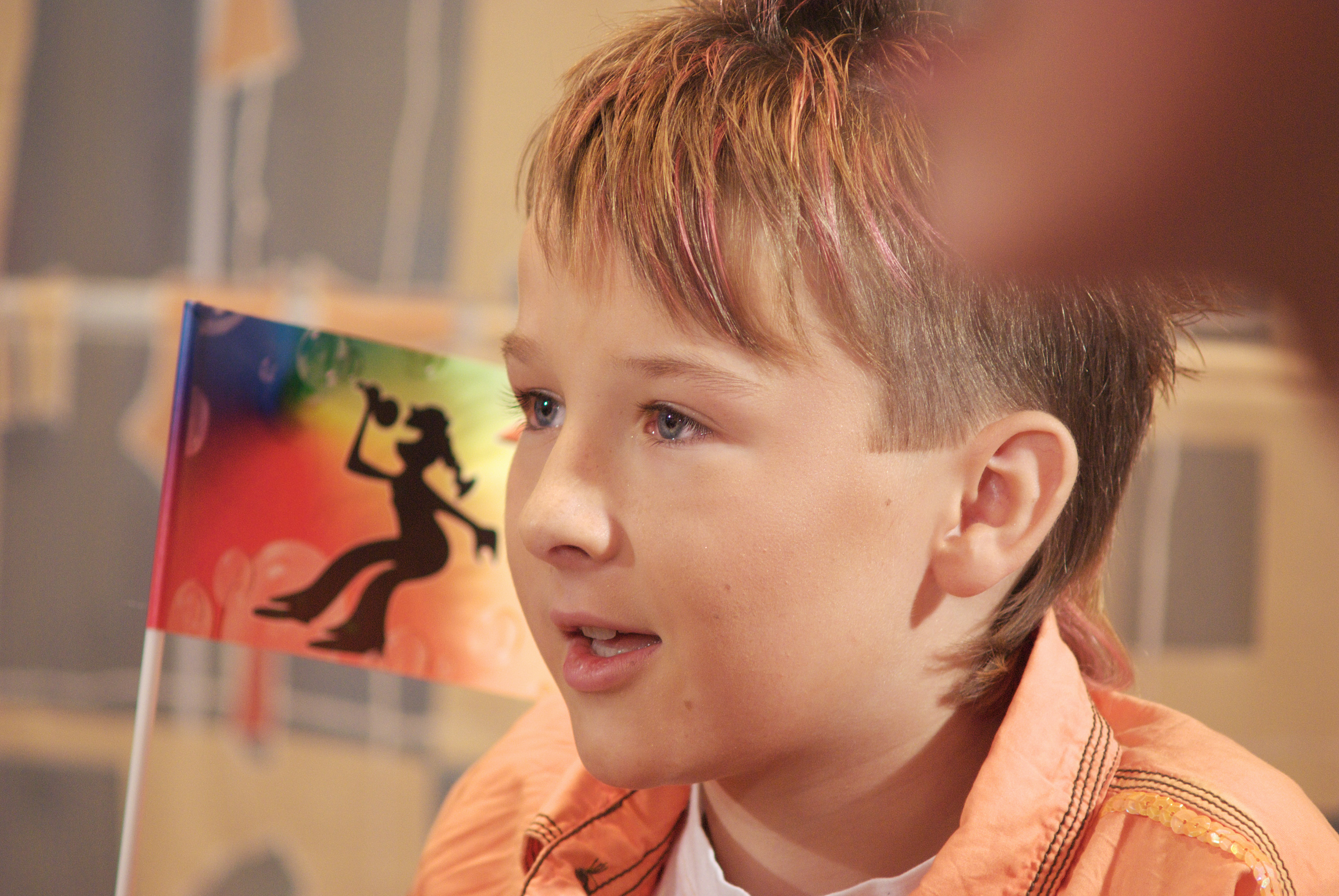
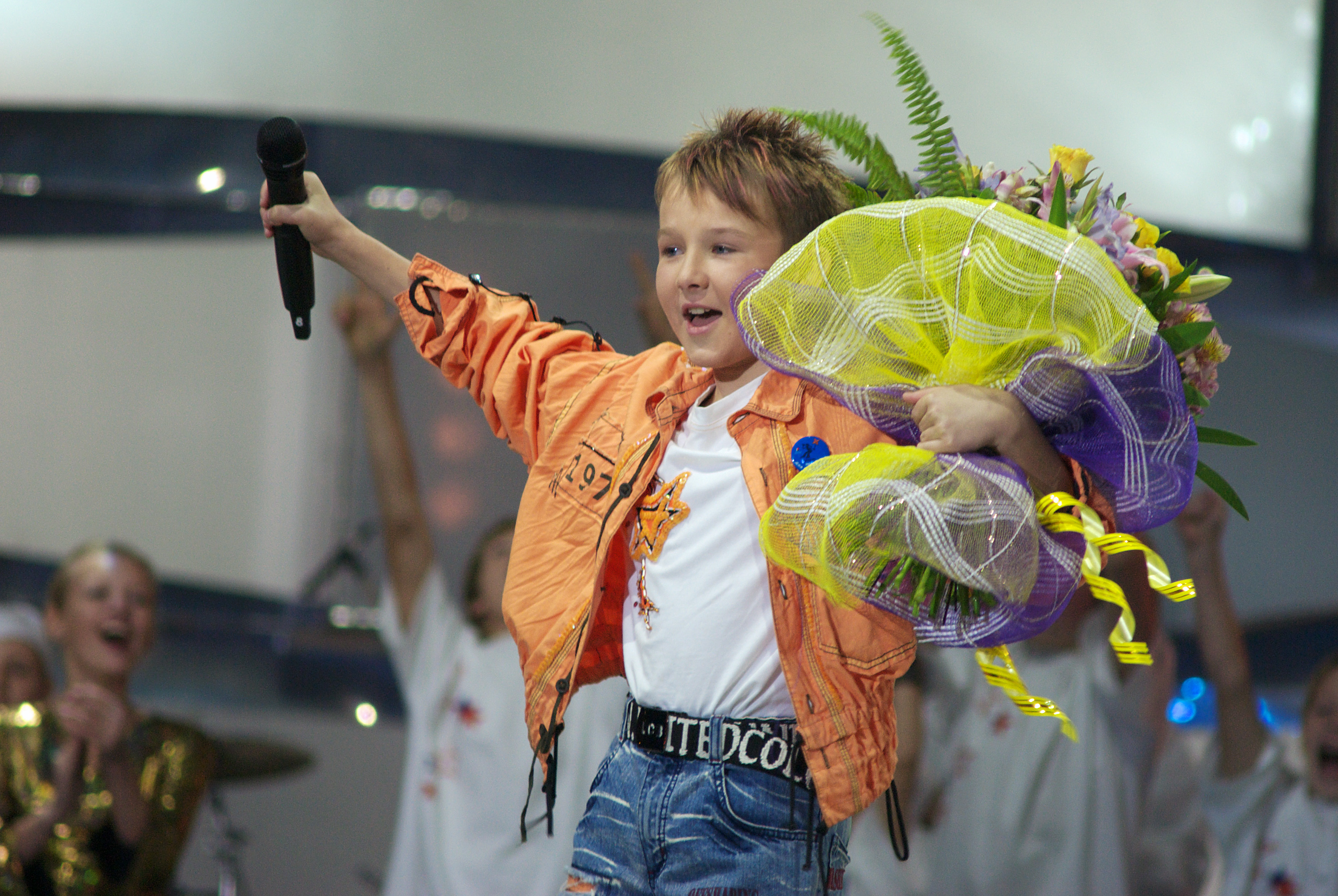
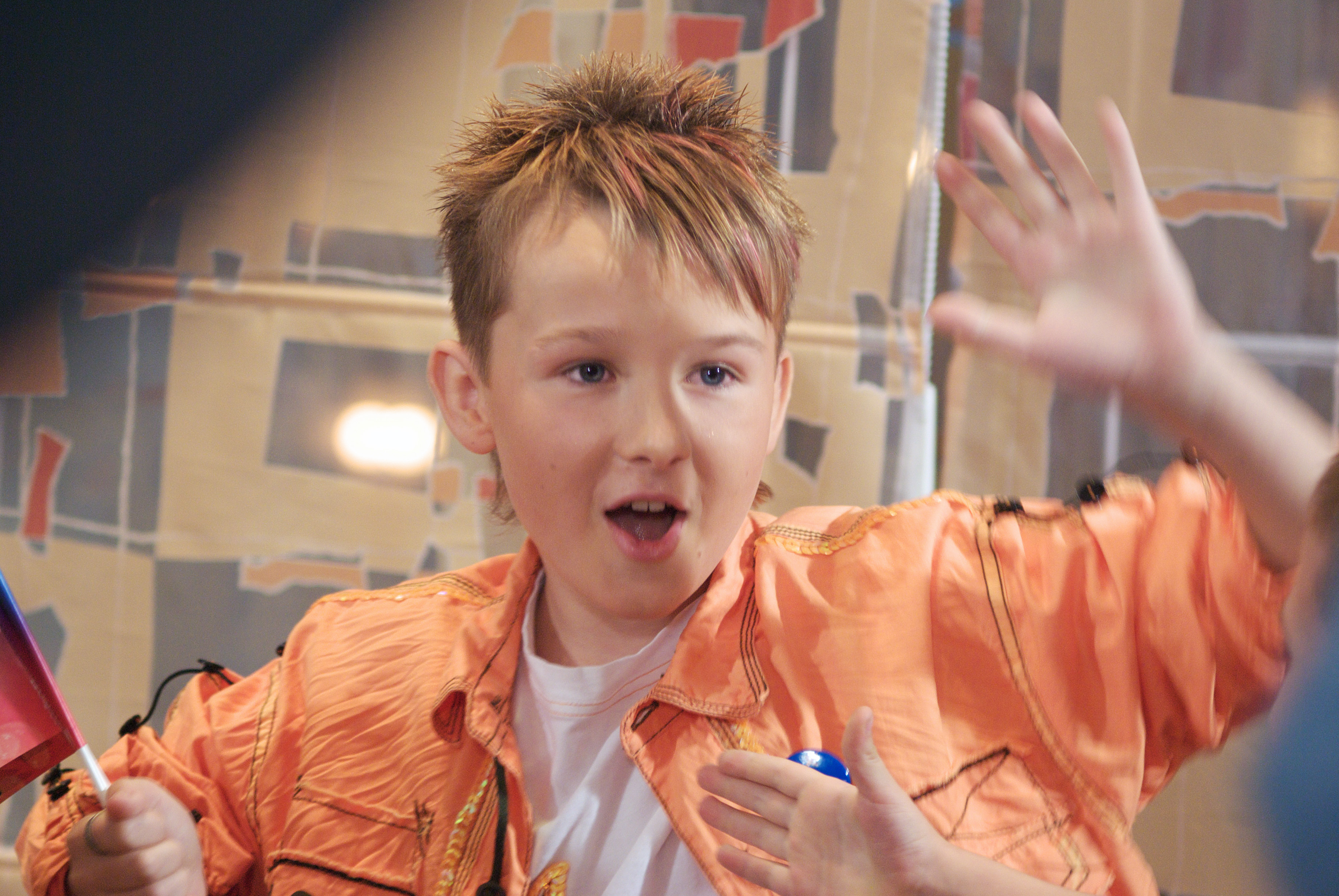

Ook won Zjigalkovitsj veel andere internationale muziekcompetities in Wit-Rusland, Italië en Bulgarije.
2003: Dino Jelušić · 
2004: María Isabel · 
2005: Ksenia Sitnik · 
2006: The Tolmachevy Twins · 
2007: Aleksej Zjigalkovitsj · 
2008: Bzikebi · 
2009: Ralf Mackenbach · 
2010: Vladimir Arzumanian · 
2011: Candy · 
2012: Anastasija Petryk · 
2013: Gaia Cauchi · 
2014: Vincenzo Cantiello · 
2015: Destiny Chukunyere · 
2016: Mariam Mamadasjvili · 
2017: Polina Bogoesevitsj · 
2018: Roksana Węgiel · 
2019: Wiktoria Gabor · 
2020: Valentina · 
2021: Maléna · 
2022: Lissandro · 
2023: Zoé Clauzure
2003: Volja Satsoek ·
2004: Jahor Vautsjoek ·
2005: Ksenia Sitnik ·
2006: Andrej Koenets ·
2007: Aleksej Zjigalkovitsj ·
2008: Dasja, Alina & Karina ·
2009: Joeri Demodovitsj ·
2010: Danil Kozlov ·
2011: Lidia Zablotskaja ·
2012: Egor Zjesjko ·
2013: Ilja Volkov ·
2014: Nadezjda Misjakova · 
2015: Roeslan Aslanov · 
2016: Aleksander Minjonok · 
2017: Helena Meraai · 
2018: Daniel Jastremisky · 
2019: Elizaveta Misnikova · 
2020: Arina Pechtereva